# کازیمیر کوزا
کازیمیر کوزا (انگلیسی: Casimir Koza; ۲۷ ژانویهٔ ۱۹۳۵ – ۳۰ نوامبر ۲۰۱۰) بازیکن فوتبال اهل فرانسه بود.
از باشگاه‌هایی که در آن بازی کرده‌است می‌توان به باشگاه فوتبال ستاره سرخ، باشگاه فوتبال لانس، و باشگاه فوتبال استراسبورگ اشاره کرد.
وی همچنین در تیم ملی فوتبال فرانسه بازی کرده‌است.